# المحاريض (الظهار)

تعديل مصدري - تعديل

المحاريض محلة تابعة لقرية مدر، التابعة لعزلة انامر بمديرية الظهار إحدى مديريات محافظة إب في الجمهورية اليمنية.، بلغ تعداد سكانها 105 حسب تعداد اليمن لعام 2004.